# Cypress Lake (Floride)
Cypress Lake est une census-designated place du comté de Lee, dans l'État de Floride, aux États-Unis,. En 2020, elle compte une population de 13 727 habitants.